# Señora del destino
Señora del destino (en portugués: Senhora do destino) es una exitosa telenovela brasileña producida y transmitida por TV Globo, entre el 28 de junio de 2004 hasta el 11 de marzo de 2005, de lunes a sábados RETRASADO en el horario de las 21:00 h.
Escrita por Aguinaldo Silva, con la colaboración de Filipe Miguez, Glória Barreto, Maria Elisa Berredo y Nelson Nadotti. Dirigida por Luciano Sabino, Marco Rodrigo, Cláudio Boeckel y Ary Coslov, con la dirección general y de núcleo de Wolf Maya.
Protagonizada por Susana Vieira, Carolina Dieckmann, José Mayer y José Wilker, coprotagonizada por Marcello Antony, Débora Falabella, Leandra Leal y Leonardo Vieira y la primera actriz  Miriam Pires, con las participaciones antagónicas de Renata Sorrah, José de Abreu, Eduardo Moscovis y Letícia Spiller, y la actuación especial de la primera actriz  Tonia Carrero y el primer actor  Tarcísio Meira.
Su media general de audiencia fue de 50.4 puntos, siendo la mayor media de audiencia de una telenovela brasileña registrada en la década del 2000.

## Trama
La historia de Señora del destino se ubica en diciembre de 1968, entre la pobreza de un pueblo del estado nordestino de Pernambuco y las agitadas calles de Río de Janeiro. La telenovela mostrará el viaje de una joven campesina (María do Carmo) de un paisaje al otro junto a sus cinco hijos, en busca de un mejor porvenir, después de ser abandonada por su esposo y padre de sus cinco hijos (Josivaldo). Claro que, en un principio, la mudanza generará solo desesperación y desilusión. Apenas llegada a la ciudad que prometía un futuro próspero para sus hijos, María quedará en medio de las protestas juveniles generadas por las represivas medidas de la dictadura militar brasileña.
Desconcertada, la mujer recibirá la "ayuda" de una enfermera llamada "Lourdes" (Adriana Esteves) (en realidad, es Nazaré) que finge estar embarazada –no era enfermera, sino prostituta–, que le robará a su hija recién nacida para poder engañar a un novio adinerado y casado, José Carlos Tedesco (Tarcísio Filho), que también la cree enfermera, casarse con él y así salir de la prostitución. La historia de "Señora del destino" arranca fuerte: con el robo de un bebé y el encarcelamiento de la protagonista, acusada de subversiva.
A partir de esos traumáticos sucesos, María –interpretada en su juventud Carolina Dieckmann ("Lazos de familia") y por Susana Vieira en la madurez (Mujeres apasionadas)–, se fijará una única meta para su vida: recuperar a su hija cueste lo que cueste y pase el tiempo que pase, que será mucho.
Más de 20 años después del rapto de su hija menor Lindalva (Nazare le da el nombre de Isabel), María continúa buscándola. Pero eso no fue lo único que hizo: además de criar a sus cuatro hijos varones, la mujer pasó de la pobreza más absoluta a tener una considerable fortuna por el impresionante éxito de la tienda de materiales de construcción que estableció con la ayuda de su hermano Sebastián, y hasta logró enamorarse. Claro que "Señora del destino", como toda telenovela que se precie, tendrá su triángulo amoroso. María tendrá dos pretendientes: Dirceu De Castro (José Mayer), un reconocido periodista, de carácter serio, soltero, que conoció en la cárcel y la ayudó en sus primeros tiempos en la ciudad, y Giovanni Improtta (José Wilker), un carismático, viudo y divertido empresario, exmafioso y ahora dueño de una importante escuela de samba.
María do Carmo pronto estará más cerca de su hija, de lo que ella misma imagina, pero antes deberá enfrentar las intrigas de su hijo Reginaldo y Viviane (la amante, y después esposa de este), que la odian porque ella siempre se opuso a la carrera política de su hijo (porque sabe que su hijo solo busca aprovecharse de la gente); así como ganarse el cariño de Isabel y acabar con Nazaré Tedesco (Renata Sorrah), una mujer paranoica, amargada, que acabó derrochando la fortuna de su marido, se ha trastornado completamente y está dispuesta a todo, con tal de no perder a Isabel (Carolina Dieckmann). Afortunadamente, María do Carmo se ha convertido en la "Señora (dueña) de su destino" y contara con la ayuda de sus demás hijos (Viriato, Leandro y Plínio), de Dirceu, de Giovanni, de Claudia (Leandra Leal) (la hijastra de Nazaré e hija de José Carlos (Tarcísio Meira), la cual padeció maltratos de Nazaré durante toda su infancia y adolescencia) y de todos los amigos que ahora la rodean, pero aun así, no será fácil triunfar sobre sus enemigos.
Señora del destino no cuenta la historia de ricos y pobres separados por las diferencias sociales y económicas que tanto se repiten en el universo de las telenovelas. En este caso, se trata de contar la historia de una mujer a la que la vida le juega una mala pasada y cómo, a partir del drama del robo de un bebé, ella logra salir adelante, para torcer el infortunio y transformarse en la «señora del destino».

## Reparto

### Personajes principales
| Actor              | Personaje                                                                            | Doblaje al español    |
| ------------------ | ------------------------------------------------------------------------------------ | --------------------- |
| Susana Vieira      | María do Carmo Ferreira da Silva                                                     | Magda Giner           |
| Renata Sorrah      | María de Nazaré Estévez Tedesco (Nazaré Tedesco)                                     | Andrea Coto           |
| Carolina Dieckmann | María do Carmo Ferreira da Silva (joven) / Isabel Tedesco/Lindalva Ferreira da Silva | Laura Ayala           |
| José Wilker        | Giovanni Improtta (Giová)                                                            | Gerardo Reyero        |
| José Mayer         | Dirceu de Castro                                                                     | Alejandro Illescas    |
| Eduardo Moscovis   | Reginaldo Ferreira da Silva                                                          | Marcos Patiño         |
| Letícia Spiller    | Viviane Fontes                                                                       | Toni Rodríguez        |
| Marcello Antony    | Viriato Ferreira da Silva                                                            | Sergio Gutiérrez Coto |
| Débora Falabella   | María Eduarda Correia de Andrade e Couto                                             | Elsa Covián           |
| Leonardo Vieira    | Leandro Ferreira da Silva                                                            | Gabriel Ortiz         |
| Leandra Leal       | María Cláudia Tedesco (Cláudia)                                                      | Karla Falcón          |
| Adriana Esteves    | María de Nazaré Estévez Tedesco (Nazaré Tedesco) (joven)/Lourdes                     | Mayra Arellano        |

### Personajes secundarios
| Actor              | Personaje                                                   | Doblaje al español   |
| ------------------ | ----------------------------------------------------------- | -------------------- |
| Marília Gabriela   | Josefa Medeiros Duarte Pinto / Maria Guilhermina            | Rebeca Manríquez     |
| Dado Dolabella     | Plínio Ferreira da Silva                                    | Luis Daniel Ramírez  |
| Dan Stulbach       | Edgard Legrand                                              | Pedro D'Aguillón Jr. |
| Nelson Xavier      | Sebastián Ferreira da Silva                                 | Armando Réndiz       |
| Mara Manzan        | Janice Ferreira da Silva                                    | Rosanelda Aguirre    |
| José de Abreu      | Josivaldo Ferreira da Silva                                 | César Soto           |
| Glória Menezes     | Laura Correia de Andrade e Couto ("Baronesa de Bonsucesso") | Olga Donna-Dío       |
| Raul Cortez        | Pedro Correia de Andrade e Couto ("Barão de Bonsucesso")    | Blas García          |
| Wolf Maya          | Leonardo Correia de Andrade e Couto                         | José Lavat           |
| Ângela Vieira      | Gisela Correia de Andrade e Couto                           | Liza Willert         |
| Yoná Magalhães     | Flaviana                                                    | Loretta Santini      |
| André Gonçalves    | Venâncio Ferreira da Silva                                  | Luis Alfonso Mendoza |
| Mylla Christie     | Eleonora Ferreira da Silva                                  | Cony Madera          |
| Bárbara Borges     | Jenifer Improtta                                            | Mónica Villaseñor    |
| Carol Castro       | Maria Angélica                                              | Liliana Barba        |
| Mário Frías        | Thomas Jefferson de Souza                                   | Benjamín Rivera      |
| Tania Khalill      | Nalva (Marinalva)                                           | Patricia Acevedo     |
| Adriana Lessa      | Rita de Cássia                                              | Gaby Willert         |
| Jéssica Sodré      | Lady Daiane                                                 | Leyla Rangel         |
| Leonardo Miggiorin | Shao Lin (Políbio)                                          | Eduardo Garza        |
| Adriana Lessa      | Rita de Cássia                                              | Gaby Willert         |

- Ludmila Dayer - Danielle Meira
- Maria Maya - Regininha (Regina Ferreira da Silva)
- Heitor Martínez - João Manoel Improtta
- Nuno Melo - Constantino Pires
- Malu Valle - Shirley
- Flavio Migliaccio - Jacques Pedreira
- Thiago Fragoso - Alberto Pedreira
- Cristina Mullins - Aurélia
- Stella Freitas - Cícera
- Elizângela - Djenane Pereira (Amiga y Cómplice de Nazaré)
- Ítalo Rossi - Alfred
- André Mattos - Vanderlei Madruga
- Gottsha - Crescilda
- Luiz Henrique Nogueira - Ubiracy
- Sílvia Salgado - Aretuza
- Reynaldo Gonzaga - Rodolpho
- Helena Ranaldi - Yara Steiner
- Ronnie Marruda - Gilson das Neves (Gitano)
- Marcela Barrozo - Bianca Ferreira da Silva
- Thadeu Mattos - Bruno Ferreira da Silva
- Guida Vianna - Fausta
- Catarina Abdala - Jurema
- Agles Steib - Michael Jackson
- Cristina Galvão - Jandira
- Xandó Graça - Merival
- Marco Vilella - Turcão
- Roberto Lopes - Delegado Aberaldo Paredes
- Leonardo Carvalho - Gato
- Felipe Camargo - Dr. Edmundo Cantareira
- Fábio Maltez - Scarface
- Isabela Lobato - Ariela
- Carlos Vieira - Moura
- Elísio Lage - Elias
- Juliana Diniz - Larissa
- Marcelo Escorel - Cícero
- Hamilton Ricardo - Valdir
- Mabel Tude - Fatinha
- Daniel Zubrinsky - Napa
- Guilherme Duarte - Jacaré
- Derlan Henrique - Lolo
- Miguel Rômulo - Reginaldo (hijo)
- Ramón Motta - Leandro (hijo)
- Marcelo Max - Viriato (hijo)
- Cássio Ramos - Plínio (hijo)
- Fernando Velasquez - Kasio (hijo)
- Adriana Esteves - Maria de Nazaré Estévez/Lourdes (joven)
- Miriam Pires - Clementina
- Tarcísio Meira - José Carlos Tedesco (Padre Adoptivo de Isabel y Padre de Claudia)
- Vera Fischer - Vera Robinson
- Maria Luísa Mendonça - Leila Ferreira da Silva
- Paulo José - Arthur Fonseca
- Lima Duarte - Senador Victório Vianna
- Ana Rosa - Belmira
- Zé Carlos Machado - Luís Fernando
- Jacqueline Laurence - Evangelina
- Flávio Galvão - Dr. Jorge Maciel
- Cláudio Corrêa e Castro - Dr. Alfonso
- Roberto Bomtempo - Gilmar (Taxista y amante de Nazaré)
- Delano Avelar - Paulo Henrique
- Alexandre Moreno - Seboso
- Alexandre Barilari - Dr. Fábio
- Jayme Periard - Dr. Marcos
- Nildo Parente - Dr. Guilherme
- Theresa Amayo - Marlene
- Thelma Reston - Jacira
- Tamara Taxman - Madame Mirtes
- Alexandre Zacchia - Pezão
- Aracy Cardoso - madre de Leila
- Ivan Cândido - detective que busca a Lindalva
- José Augusto Branco - médico de Isabel
- Beatriz Lyra - enfermera de Isabel
- Daniel Boaventura - presentador del programa de TV sobre el rapto de Lindalva
- Marcelo Várzea - gerente de hotel
- Carlos Bonow - caso de Nazaré
- Paulo César Grande - decorador de Gisela
- Lucy Mafra - Jandira (Vecina de Rita)
- Fábio Ferrer - Giovanni (joven)
- Gabriel Braga Nunes - Dirceu (joven)
- Tarcísio Filho - José Carlos (joven)
- Luiz Carlos Vasconcelos - Sebastião (joven)
- Tônia Carrero - Madame Berthe Legrand
- Lucieli di Camargo - Djenane (joven)
- Maria Amélia Brito - Baronesa Laura (joven)
- Manoel Candeias - Josivaldo (joven)
- Werner Schünemann - Comandante Saraiva
- Rogério Fróes - General Bandeira
- Jonas Bloch - Inspector Bogel
- Emiliano Queiroz - Padre Leovigildo
- André Valli - Reportero del "Diario de Notícias"
- Ruth de Souza - Marina
- Ilva Niño - Doña Bil
- Maria Gladys - Doña Mimi
- Neuza Amaral - Mena
- Rodrigo Hilbert - Ruddy
- Luiz Magnelli - Vital

## Banda sonora

### Nacional
1. Se acontecer - Djavan (Tema de Dirceu)
2. É festa - Simone (Tema de Viviane y Reginaldo)
3. Tudo vira bosta - Rita Lee (Tema de Giovanni)
4. Fantasías - Leonardo (Tema de Leandro)
5. Dono dos teus olhos - Gal Costa (Tema de Maria do Carmo)
6. Encontros e despedidas - Maria Rita (Tema de apertura)
7. Qual é? - Marcelo D2 (Tema de Shao Lin)
8. Uma louca tempestade - Ana Carolina (Tema de Isabel)
9. Dream a Little Dream of Me - Zélia Duncan (Tema de Barão Pedro y Baronesa Laura)
10. Tudo que há de bom (Traveling Alone) - Luiza Possi (Tema de Maria Eduarda y Viriato)
11. Vem ni mim - Dado Dolabella (Tema de Plínio)
12. Máscara - Pitty (Tema de Shao Lin)
13. A medida da paixão - Pedro Mariano (Tema de Nalva)
14. Corações psicodélicos - Karla Sabah (Tema de Leonardo)
15. Olhos tristes - Fabian
16. Cordeiro de Nanã - Thalma de Freitas(Tema de Maria y Lindalva)

### Internacional
1. I Guess I Loved You - Lara Fabian - (Tema de Maria Eduarda)
2. Sorry Seems to Be the Hardest Word - Ray Charles e Elton John - (Tema de Dirceu y Guilhermina)
3. I Want to Know What Love Is - Wynonna - (Tema de Isabel y Edgard Legrand)
4. Como me acuerdo - Robi Draco Rosa - (Tema de João Manoel y Regininha)
5. Those Sweet Words - Norah Jones (Tema de Leonora e Jenifer) NNNMN
6. Calling All Angels - Lenny Kravitz (Tema de Maria Cláudia y Leandro)
7. The Closest Thing to Crazy - Katie Melua - (Tema de Maria do Carmo y Dirceu)
8. It's Over Now - Natasha Thomas (Tema de Lady Dayane)
9. This Love - Maroon 5 (Tema de Venâncio y Danielle)
10. Blond Thang! 2004 - Babootz & DA Big Doy Daddy (Tema de Shao Lin)
11. Free - Donavon Frankenreiter
12. Singin' in the Rain - Jamie Cullum
13. Che sono innamorato (Estoy enamorado) - Luciano Bruno (Tema de Giovanni)
14. Long Night - The Corrs - (Tema de Nalva Ferrari)
15. Daughters - John Mayer (Tema de Plinio y Angelica)
16. Ya My Queen - Houston Aakon